# Xavier Adang
Xavier Rodrigue Adang Mveng (ur. 7 czerwca 2004) – kameruński piłkarz grający na pozycji pomocnika w klubie MŠK Žilina.

## Kariera juniorska
Adang grał jako junior w Gambinos Stars (do 2022).

## Kariera seniorska

### MŠK Žilina
Adang został wypożyoczny do rezerw MŠK Žilina 6 września 2022. W pierwszej drużynie zadebiutował jednak już w sezonie 2022/2023, miało to miejsce 20 maja 2023 w meczu ze Spartakiem Trnawa (2:4). 2 lipca 2023 został wykupiony przez MŠK Žilina za 50 tys. €. Pierwszą bramkę dla nich zdobył 4 maja 2024 w wygranym 3:2 spotkaniu przeciwko Slovanowi Bratysława.

## Statystyki

### Klubowe
(aktualne na dzień 19 czerwca 2025)
| Klub               | Sezon              | Liga               | Liga  | Liga   | Puchar kraju | Puchar kraju | Europa | Europa | Suma  | Suma   |
| Klub               | Sezon              | Liga               | Mecze | Bramki | Mecze        | Bramki       | Mecze  | Bramki | Mecze | Bramki |
| ------------------ | ------------------ | ------------------ | ----- | ------ | ------------ | ------------ | ------ | ------ | ----- | ------ |
| MŠK Žilina II      | 2022/23            | II liga słowacka   | 15    | 1      | 0            | 0            | –      | –      | 15    | 1      |
| MŠK Žilina II      | 2023/24            | II liga słowacka   | 7     | 0      | 0            | 0            | –      | –      | 7     | 0      |
| MŠK Žilina II      | 2024/25            | II liga słowacka   | 5     | 0      | 0            | 0            | –      | –      | 5     | 0      |
| MŠK Žilina II      | Ogólnie            | Ogólnie            | 27    | 1      | 0            | 0            | 0      | 0      | 27    | 1      |
| MŠK Žilina         | 2022/23            | I liga słowacka    | 3     | 0      | 0            | 0            | –      | –      | 3     | 0      |
| MŠK Žilina         | 2023/24            | I liga słowacka    | 24    | 2      | 4            | 0            | 4      | 0      | 32    | 2      |
| MŠK Žilina         | 2024/25            | I liga słowacka    | 19    | 5      | 2            | 0            | –      | –      | 21    | 5      |
| MŠK Žilina         | 2025/26            | I liga słowacka    | 0     | 0      | 0            | 0            | 0      | 0      | 0     | 0      |
| MŠK Žilina         | Ogólnie            | Ogólnie            | 46    | 7      | 6            | 0            | 4      | 0      | 56    | 7      |
| Ogólnie w karierze | Ogólnie w karierze | Ogólnie w karierze | 73    | 8      | 6            | 0            | 4      | 0      | 83    | 8      |